# JR (roman)
Pour les articles homonymes, voir JR.
JR (titre original : J R) est un roman américain de William Gaddis publié aux États-Unis en 1975 et lauréat du National Book Award en 1976. Traduit de l'américain par Marc Cholodenko, il est publié en France en 1992 aux éditions Plon.